# ديف روس (صحفي)
ديف روس (بالإنجليزية: Dave Ross)‏ هو صحفي أمريكي، ولد في 10 أبريل 1952 في Yorktown, New York ‏ في الولايات المتحدة.